# Атратка
Атратка — река в России, протекает в Алатырском районе Чувашской Республики. Правый приток реки Суры.

## География
Река Атратка берёт начало западнее посёлка Киря. Течёт на юго-запад через леса, на реке расположено село Атрать. Впадает в одну из стариц реки Суры. Устье реки находится в 260 км по правому берегу реки Суры. Длина реки составляет 22 км, площадь водосборного бассейна — 78,8 км².

## Данные водного реестра
По данным государственного водного реестра России относится к Верхневолжскому бассейновому округу, водохозяйственный участок реки — Сура от устья реки Алатырь и до устья, речной подбассейн реки — Сура. Речной бассейн реки — (Верхняя) Волга до Куйбышевского водохранилища (без бассейна Оки).
Код объекта в государственном водном реестре — 08010500412110000038893.